# Hattoriella morrisoncola
Hattoriella morrisoncola är en bladmossart som först beskrevs av Horik., och fick sitt nu gällande namn av Bakalin. Hattoriella morrisoncola ingår i släktet Hattoriella och familjen Jungermanniaceae. Inga underarter finns listade i Catalogue of Life.